# Casey Krueger
Casey Short Krueger (Naperville, 23 de agosto de 1990) é uma futebolista estadunidense que atua como zagueira. Atualmente joga pelo Chicago Red Stars.

## Carreira
Krueger estudou na Naperville Central High School, onde ganhou o reconhecimento de lista de honra 4.0 e foi nomeada Illinois State Scholar. Em 2008, ela foi classificada como uma recruta de futebol de primeira linha pelo Chicago Sun-Times. Ela foi a primeira garota na história de Illinois a ganhar ambas as corridas Classe AA no mesmo ano.

## Títulos
Estados Unidos
- Campeonato Feminino: 2018
- SheBelieves Cup: 2018, 2020, 2021
- Jogos Olímpicos: 2020 (medalha de bronze)